# 暗黑喙蝽
暗黑喙蝽（学名：Hygia opaca）为緣蝽科喙蝽屬下的一个种。